# 干し柿

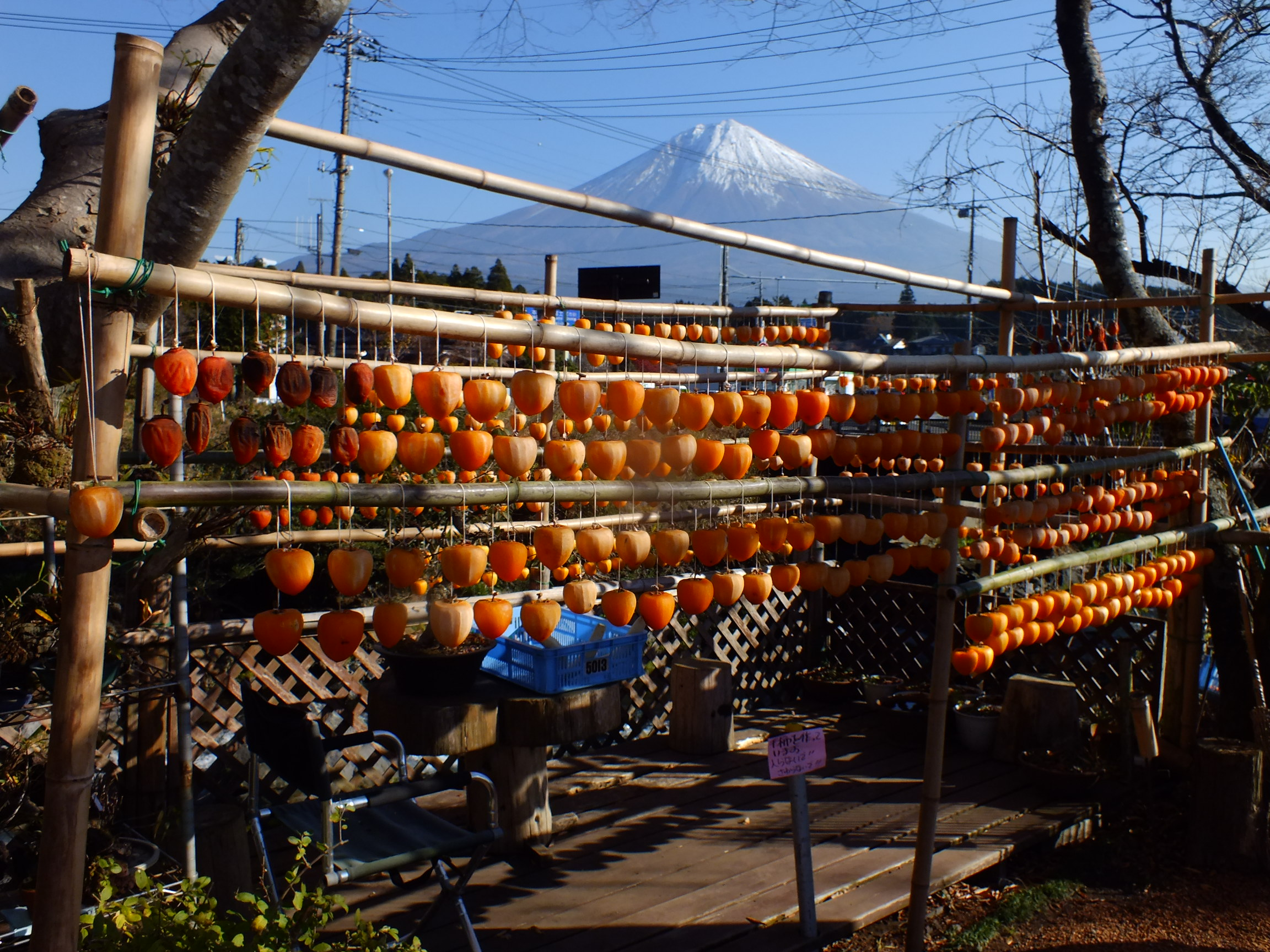
干し柿は秋のよく晴れた日に天日に干され作られる。富士山のすそ野で干される吊るし柿（静岡県）。

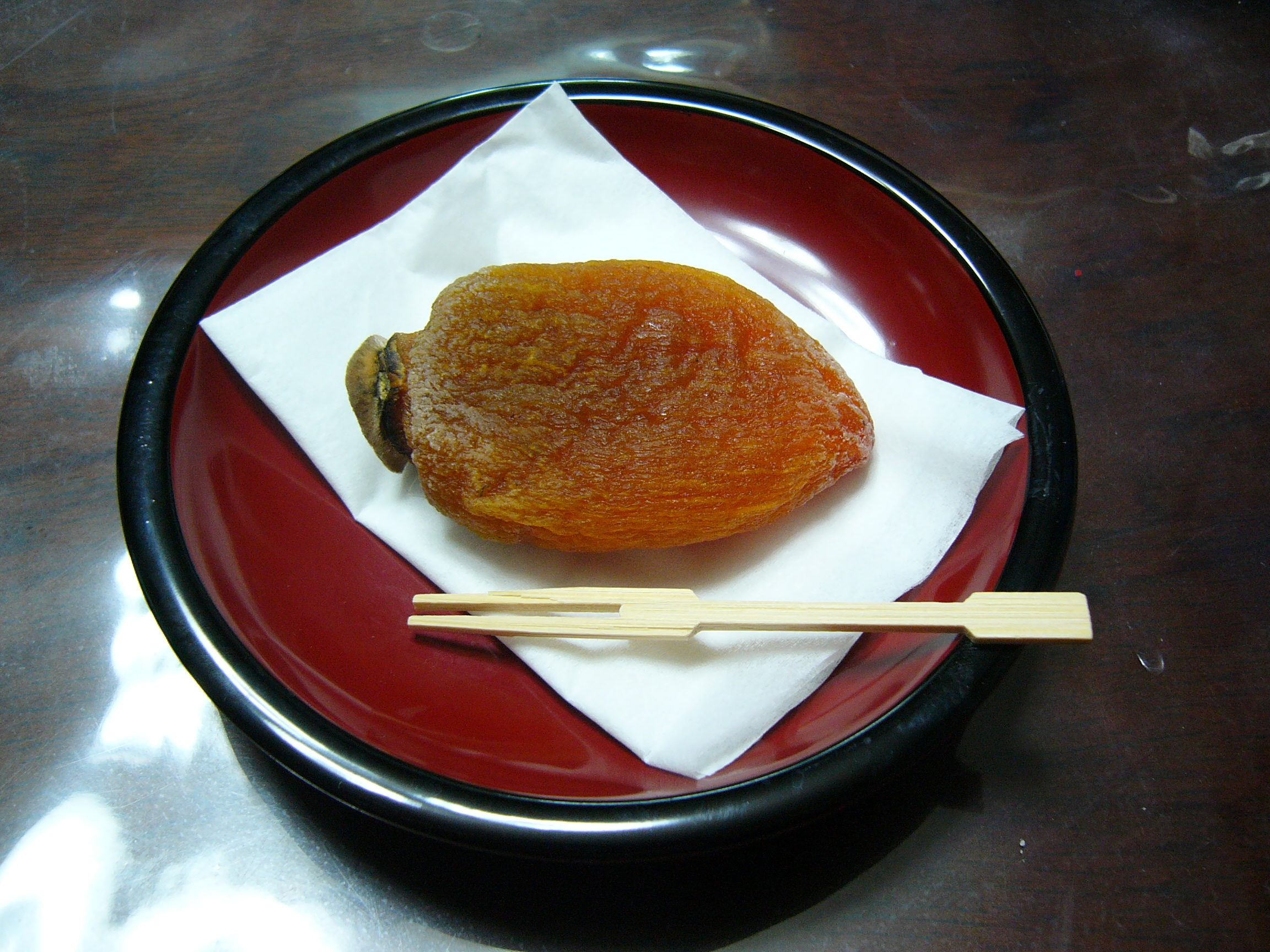
干し柿

干し柿（ほしがき）は柿の果実を乾燥させた食品で、ドライフルーツの一種である。ころ柿（枯露柿、転柿、ころがき）、白柿（しろがき）とも呼ぶ。
日本、朝鮮半島、中国大陸、台湾、ベトナムなどで作られている。日系移民によってアメリカ合衆国のカリフォルニア州にも干し柿の製法が伝えられた。

## 甘柿と渋柿

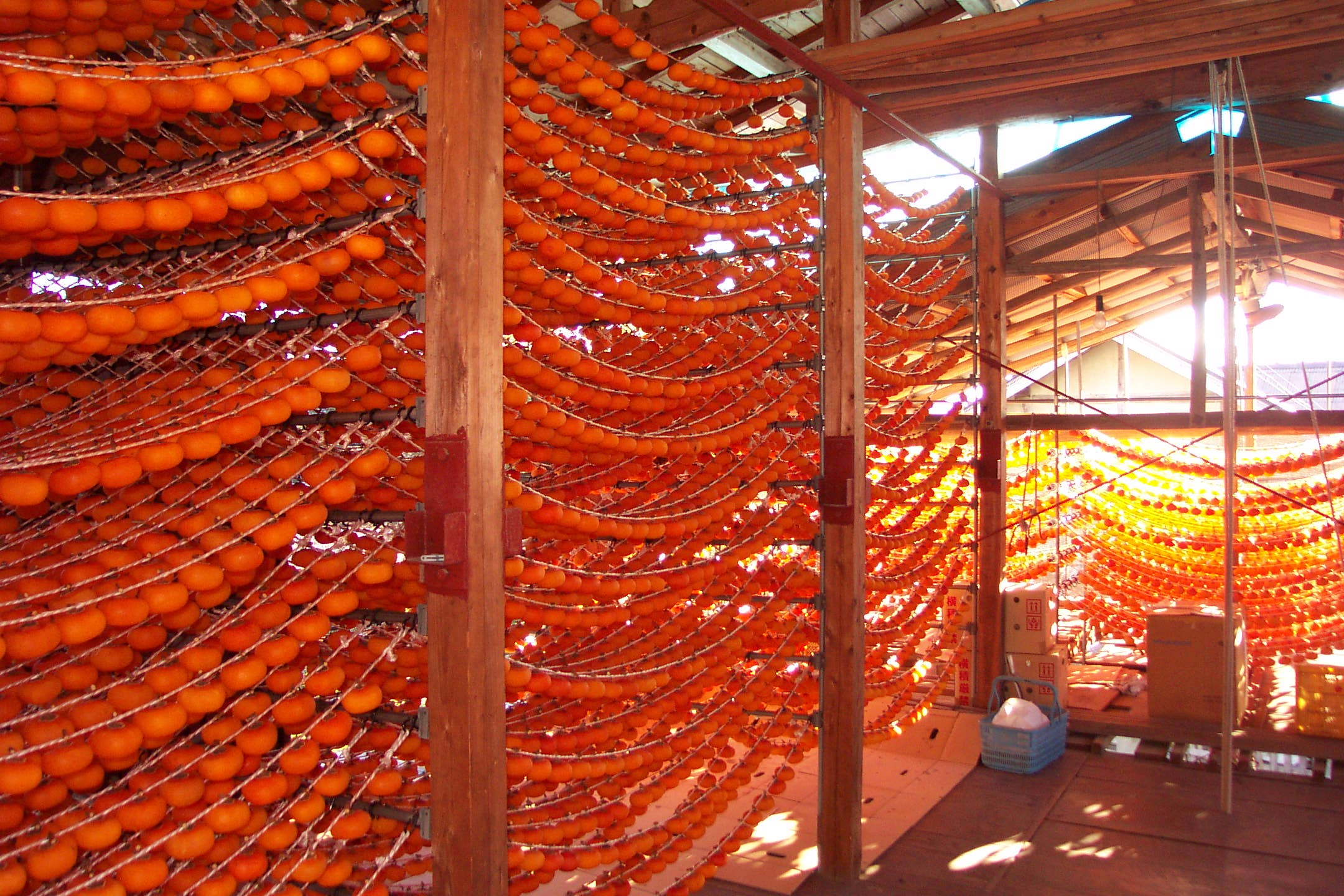
雨にあたらないよう屋内に吊るされる干し柿

干し柿に用いられる柿は、そのままでは苦くて不味い渋柿であり、乾燥させることにより、渋柿の可溶性のタンニン（カキタンニン、シブオール）が不溶性に変わって（渋抜きがされて）渋味がなくなり、甘味が強く感じられるようになる。また、その甘さは砂糖の約1.5倍とも言われている。乾燥させずに生食される甘柿とは風味や食感が大幅に異なるため、甘柿が苦手でも干し柿は平気で食べる人もおり、逆に甘柿が好きでも干し柿が苦手な人もいる。
甘柿は渋柿と違って渋抜きをせずに食べられるが、糖度そのものは渋柿のほうがはるかに高いため、甘柿を干し柿にしても渋柿ほどには甘くならない。
表面に白い粉が付着していることが多いが、これは柿の実の糖分が結晶化したものである。主にマニトール、ブドウ糖、果糖、ショ糖からなる。日本ではかつてこれを集めて砂糖の代用とし、中国ではこれを「柿霜」（しそう）と呼んで生薬とした。

## 材料
干し柿に使う渋柿は、乾燥しやすいよう、果実が小型の品種が用いられることが多い。
渋柿の主な品種として、日本では、甲州百目、市田柿（長野県伊那谷（伊那盆地）産）や紅柿（山形県上山市原産）、堂上蜂屋柿（岐阜県美濃地方原産）、三社柿（富山県 南砺市（旧福光町、旧城端町））などが挙げられる。
中国大陸では河南省滎陽市の「水柿」、山東省菏沢市の曹州「鏡面柿」、陝西省の「牛心柿」、「尖柿」などが挙げられる。
台湾では新竹県の四角に近い形の「石柿子」が挙げられる。

## 歴史

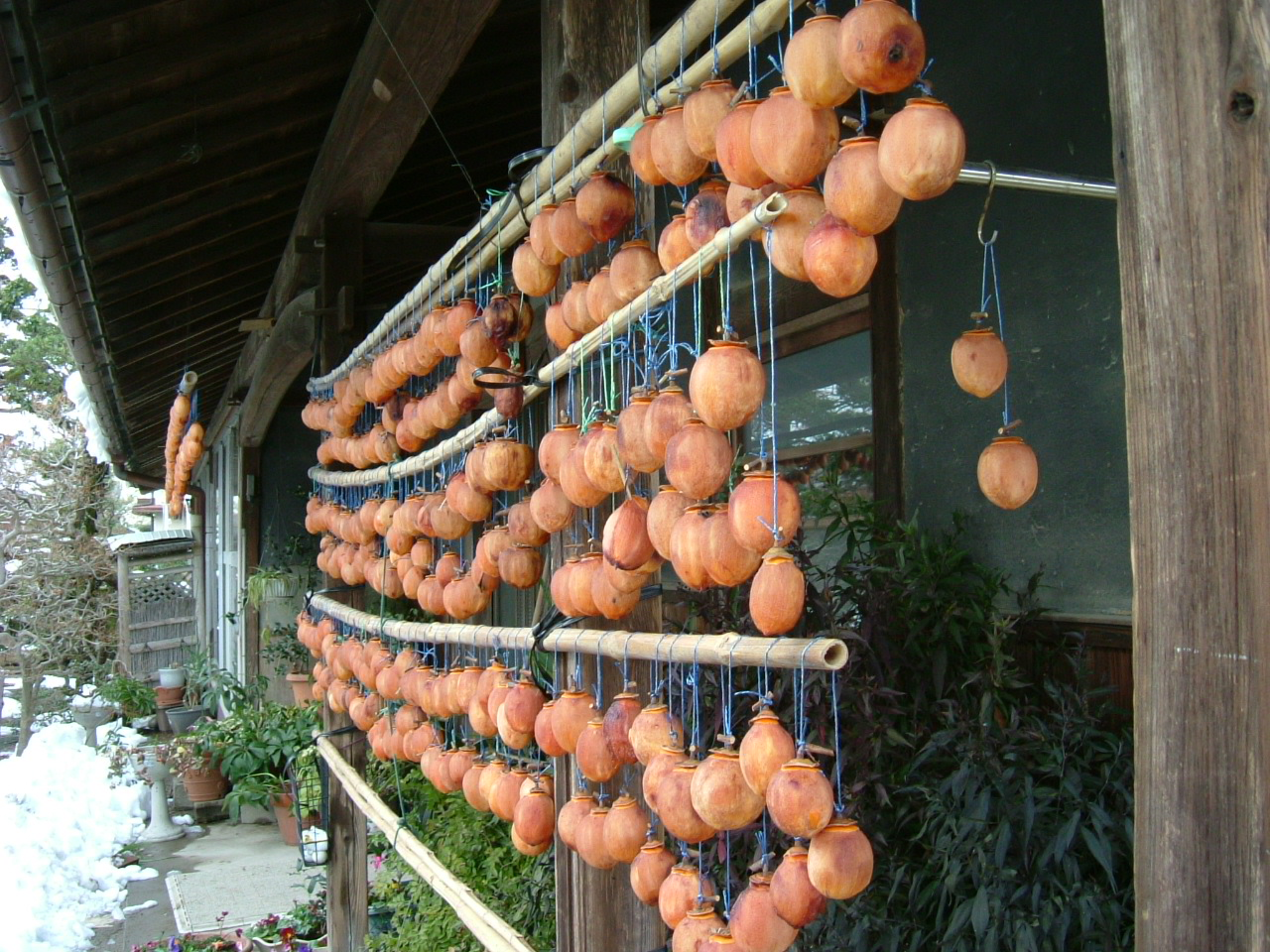
吊るし柿

他の乾燥食品と同様に古くは冬の保存食であったと伝わる。
カキノキは、東アジア原産で日本や韓国、中国に多くの在来品種があり、人々は元々は木になったまま自然に完熟し渋みが抜け甘くなったものを食していたと思われ、人間が食べる以前に野生の動物や鳥に多くが食べられていた。水分の多い自然の熟した柿は食べられる時期も一瞬であり、熟し過ぎて腐敗し食中毒の危険もあった。
果実としての柿は『説文解字』にも「柹」（し）として記載があり、中国で古代から栽培されており、6世紀の『斉民要術』でも干し柿の作り方の他、灰汁を使った渋抜き法が示されている。
日本での干し柿の存在が確認できるのは、平安時代（927年）に完成した『延喜式』に祭礼用の菓子として記載である。日本での甘柿の登場は鎌倉時代以降であり、干柿の歴史は甘柿よりも古い。古くは枝ごと天日乾燥する原始的なものだったが、やがて串に刺した串柿となり、明治以後は現在のようにヘタを紐で結んでぶら下げる干し方が一般となった。

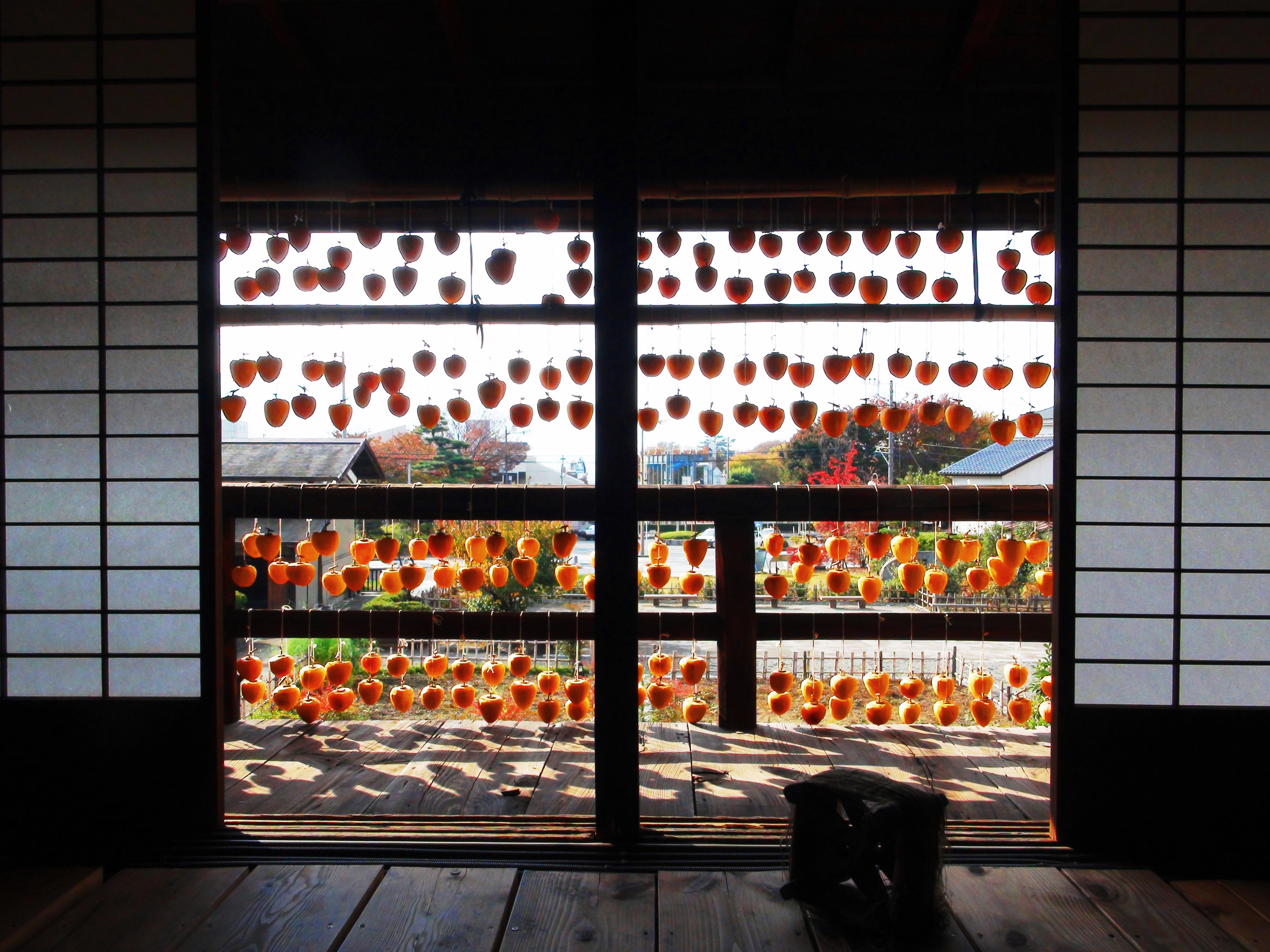
季節の風物詩にもなっている吊るし柿

戦国時代の頃より美濃地方の名産品になっており、織田信長が自領の名物としてルイス・フロイスに贈った逸話がある。この際、フロイスはおそらく干し柿のことを知らず、干しイチジクの一種と誤解していた。干しイチジクは、ヨーロッパでは一般的なドライフルーツである。
1900年に開催されたパリ万国博覧会に、岐阜県の堂上蜂屋柿が出品されて銀杯を受賞、1904年のセントルイス万国博覧会では金杯を受賞した。

## 製法

### 日本

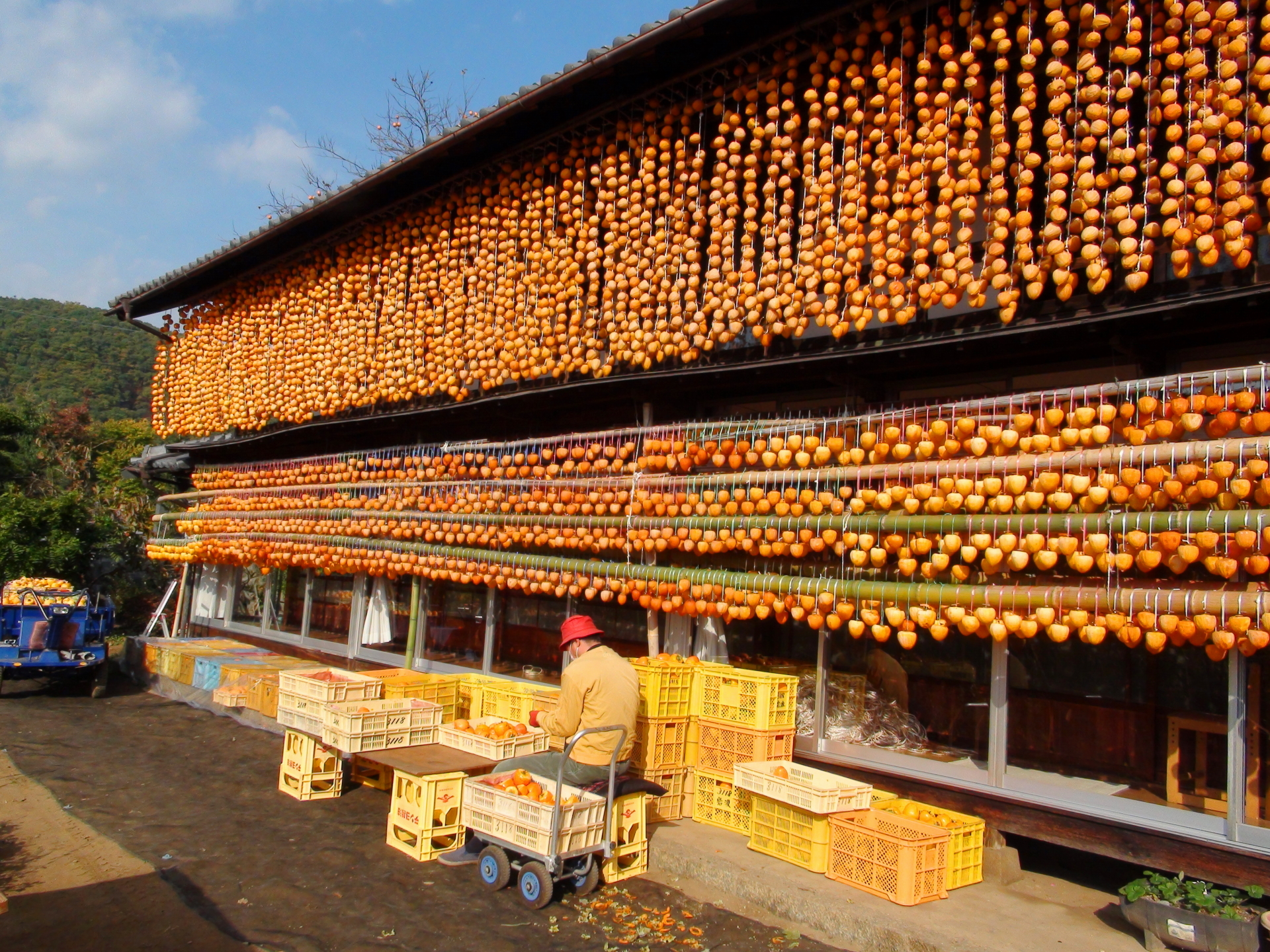
甲州百目の干し柿作り

日本では、へたに柄と枝の一部の付いた柿の実の果皮を剥き、枝と柄のT字型の部分を紐で結ぶ。このT字型の部分を鐘突きの道具に喩えて「撞木」（しゅもく）と呼ぶ。1本の紐に数個から十数個の皮を剥いた柿を結んで「連」となし、雨露を避け、通風をよくするために、柿を結んだ紐を家の軒先などの屋根の下に吊るして、乾燥させる。乾燥は、天気の安定した時期に行う。乾燥の開始から、十日前後で表面が乾いてくる。この時に、実をつまみ揉むことで、干し柿の味が違ってくる。さらに十日ほど乾燥させれば、完成する。この製法から、「吊るし柿」（つるしがき）とも呼ばれる。撞木を結ぶ紐は最近ではポリプロピレン製が主流であるが、元来は棕櫚の葉、トウモロコシの実の外皮、麻などを使用した。
完全に乾燥させずに、水分を十分に残して果肉がまだ柔らかい状態でも、渋味がなくなるため、この状態で食べる場合もある。その場合は乾燥させた干し柿と熟した柿の中間的な風味・食感となる。ただしこの状態ではカビが生えやすく、長期間の保存はできない。そういった水分を残した干し柿を、硫黄で燻蒸してある程度保存が利くようにしたものを、あんぽ柿という。
かつてはそのまま乾燥させたため種が入っていて当たり前であったが、現在は種抜き後に乾燥させる種無しの干し柿もある。
和歌山県かつらぎ町や橋本市などでは小さい柿を竹串に刺して干した串柿が作られており、正月の鏡餅の飾りなどに用いられる。

#### 干し柿のブランド
比較的全国で販売されている干し柿に、次のブランドが知られている。
- 市田柿 (長野県高森町)
- あんぽ柿 (福島県伊達市)
- 堂上蜂屋柿 (岐阜県美濃加茂市)

### 中国大陸、台湾

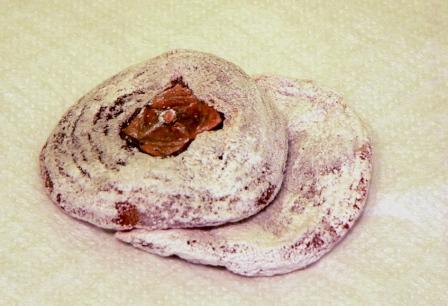
中国の柿餅

中国では、一般に、籠に並べて天日干しにすることが多いため、蔕が中心部にある円盤状の干し柿となり、「柿餅」（拼音: shìbǐng シービン）と呼ばれる。中国語の「餅」は円盤状のものをいう。
皮をむく方法として、足踏みなどで動く回転式皮むき機がよく使われている。この外、水酸化ナトリウムを加えたエチルアルコールに浸してから、水酸化ナトリウム水溶液に2分ほど漬けて皮を溶かす方法も用いられている
乾燥は、一般的に「柿篩」と呼ばれる直径1mほどの粗い目の籠に、蔕が上になるように並べ、籠を竹などを組んで作った棚に置き、日干しにする。約10日で蔕が落ち込むようにしなびるので、平らに押しつぶして、ひっくり返して干す。約3日毎に同じように押してはひっくり返す作業を、表面が湿らなくなるまで3-4回繰り返す。他に、紐で蔕を結んで吊す方法もあり、その場合も、途中で紐から外して平らになるように押して整形し、籠で日干しする事が多い。ただし、日本への輸出向けに作られているものは、日本の乾し方に準ずる。また、天日干しの他に、40℃ほどの温風を当てて人工的に乾燥させる方法もある。
乾燥しすぎない状態で「起霜」と呼ばれる工程を行う。甕に干した柿の皮を敷き、日干しした柿を2つずつ蔕側を合わせるようにして並べ入れ、上にまた柿の皮を敷き、順に何層もいっぱいになるまで詰めてふたをし、冷たい場所で保存すると、表面に霜が十分に出る。霜が出た後、甕から取り出して少し日干しし、カビが出たり、霜が溶けてしまわないようにする。保存や出荷には目の粗い籠を使い、さらに水分を減らしたり、粉をふかせたりする。
中国大陸の産地としては山西省、陝西省（富平県など）、河南省、山東省などの華北・華中が多いが、華南では福建省永泰県が産地として著名である。
台湾では客家が多い新竹県の新埔鎮、北埔郷、峨眉郷などが「柿餅」の産地としてよく知られているが、中国大陸部と同様に籠に並べて天日干しにする。

### 朝鮮半島
朝鮮半島では「곶감」（コッカム）と呼ぶ。日本のように紐で軸をくくって吊し柿にすることが多いが、中国と同じく籠に並べて天日干しにするものもある。また竹串にさす串柿も作られる。韓国には、干してから蔕を切り落として中の種を取り、揚げクルミを入れた、または、干し柿を切り開いて揚げクルミを巻いた「곶감쌈」（コッカムサム）と呼ばれるものもある。
また、ショウガ、シナモンと合わせて湯で煎じ、「スジョングァ」（수정과、水正果）と呼ばれる韓国伝統茶の一種として飲むことも行われる。

## 栄養
最も多い栄養成分は炭水化物である。水分が減っている分、高カロリーな食品となっている。食物繊維も豊富である。他にミネラルとして、マンガン、カリウムも多い。
柿はビタミンCが豊富で、生の大きい物ならば一個で一日に必要な量は補給できるが、ビタミンCは干し柿にすると無くなり、その代わりにβ-カロチンが増える。しかし、食べ過ぎるとタンニンの作用で鉄分の吸収が妨げられるという悪影響があるので、一日に食べる量は1、2個がよいとされる。
他にも柿自体に悪酔い防止作用があり、二日酔いの時によく熟した甘柿を一つ食べると気分が良くなるとされている。

## 生薬
中国では「柿餅」（しへい）は生薬の一つにもなっており、『日用本草』、『本草綱目』などに記載がある。『本草綱目』は、粉を吹いた「白柿」の性質を「甘、平、渋、無毒」、粉の無い「烏柿」を「甘、温、無毒」としている。主に、肺を潤し、止血、下痢止めの作用があるとされる。
また、表面の白い粉を「柿霜」（しそう）と称し、性質は「甘、涼」、喉を潤おし、清熱、痰を切る作用があるとされる。柿霜は粉を刷毛で集め、鍋で熱して液状にしてから、型に入れて固め、生薬として流通させる。
なお、へたも「柿蒂」（してい、柿蔕）と称し、性質は「苦渋、平」、ヒドロキシトリテルペン酸、ブドウ糖、タンニンなどを含み、煎じて飲むとしゃっくりやげっぷに効くとされる。